# Джевица (гмина)
Джевица (пол. Drzewica) — гмина (волость) в Польше, входит как административная единица в Опочненский повет, Лодзинское воеводство. Население — 11 157 человек (на 2004 год).

## Сельские округа
1. Бжустовец
2. Бжуза
3. Домбрувка
4. Домашно
5. Гелзув
6. Идзиковице
7. Ельня
8. Кшчонув
9. Радзице-Дуже
10. Радзице-Мале
11. Стшижув
12. Тшебина
13. Верувка
14. Закосцеле
15. Жардки
16. Жджары
17. Аугустув
18. Сверчина

## Соседние гмины
1. Гмина Гельнюв
2. Гмина Одживул
3. Гмина Опочно
4. Гмина Посвентне
5. Гмина Русинув